# Pedro Rivas
Pedro Rafael Rivas García es un futbolista venezolano, que juega como delantero y su actual equipo es el Monagas SC de la Primera División de Venezuela.

## Clubes
| Club       | País      | Año              |
| ---------- | --------- | ---------------- |
| Monagas SC | Venezuela | 2016-Actualmente |

## Monagas Sport Club
Su primer llamado fue el 21 de febrero de 2016, proviene de sub-20 del Monagas SC.